# Hardwired
«Hardwired» és el trenta-cinquè senzill de la banda estatunidenca Metallica, presentat com a primer de l'àlbum Hardwired… to Self-Destruct el 18 d'agost de 2016. Dos dies després la van estrenar en directe en un concert realitzat a Minneapolis. La cançó fou nominada en la categoria de millor cançó rock als premis Grammy de 2017, però fou superada per «Blackstar» de David Bowie.
Ulrich va explicar el dia que presentaven la cançó que van decidir compondre-la quan van acabar l'enregistrament de les altres cançons i trobaven a faltar-ne una d'obertura curta i ràpida. Llavors, Hetfield i ell la van compondre en una setmana ja al juny de 2016.
Van realitzar un videoclip per la cançó, filmat en blanc i negre mentre la banda interpreta la cançó en la foscor sota llum estroboscòpica i la càmera rota contínuament al voltant dels membres de la banda. Es va llançar el 18 d'agost de 2016.

## Llista de cançons
| Núm. | Títol       | Durada |
| ---- | ----------- | ------ |
| 1.   | «Hardwired» | 3:11   |